# サイコ・イコール
『サイコ・イコール』は、2009年に製作されたオリジナルビデオ。阿見松ノ介監督、脚本。

## 概要
- 洋画のカルト作品を販売する専門メーカーWHDジャパンが製作したオリジナルビデオ第一弾。
- 「アンダルシアの犬」で有名となった目を切り裂くシーンを再現したり、近年の自主規制などによって敬遠されてきた残酷描写を、惜しみもなく全面に押すスタンスで制作された。
- 映画のジャンルとしては「キューブ」「ソウ」などに代表される「ソリッド・シチュエーション・スリラー」となっている。
- 「日本初! 究極のソリッド・シチュエーション・スリラー」「関西から発信出来るホラー映画」の二つをスローガンに、関西で俳優やスタッフの募集した。
- この映画制作には、「VERSUS」「地獄甲子園」で活躍していた仲谷進が特殊メイクと総指揮を担当する事となった。

## キャスト
- 今西洋貴：ケン
- ひがきえり：カナコ
- 篠崎雅美：シオナ
- 田中大輔：オダ
- アルバイト：佐藤七
- 浅尾典彦：喫茶店のマスター